# La Terrasse à Saint-Germain, Printemps
La Terrasse de Saint-Germain, printemps est un tableau d'Alfred Sisley de 1875. Il se trouve actuellement au Walters Art Museum à Baltimore dans le Maryland aux États-Unis. 

## Description
C’est une huile sur toile qui mesure 73,6 × 99,6 cm. Peint à Saint-Germain-en-Laye, il représente la grande terrasse de Saint-Germain-en-Laye sur toute sa longueur. De tels panoramas n'ont été peints par Sisley que rarement ; il figure le village du Pecq s'étalant sur le coteau au pied de Saint-Germain au premier plan, avec un verger et des vignes où des hommes travaillent.

## Analyse
Cette vue rappelle une aquarelle de Joseph Mallord William Turner représentant ce panorama vers Louveciennes (Saint-Germain vers 1832, Tate Britain).
Une version du tableau est peinte par Sisley en 1876 (D. 214).
Un tableau intitulé La Terrasse, à Marly lors de la Troisième exposition impressionniste en 1877 sous le n° 226 pourrait correspondre à cette toile.

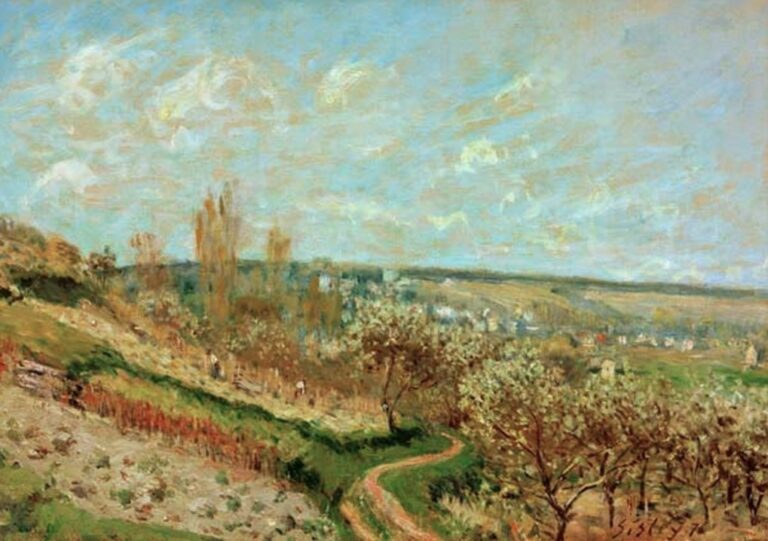
Printemps à Saint-Germain-en-Laye (1876, D. 214 , collection particulière)  par Alfred Sisley.

## Provenance
- Acheté par Paul Durand-Ruel à Sisley en 1880
- Jean-Baptiste Faure qui le vend en 1899[3]
- Charles Guasco, Paris
- Vendu par la galerie Georges Petit le 11 juin 1900 (n°67)[4], 12 000 francs à Durand-Ruel[2]
- Durand-Ruel, Paris et New York
- E. J. Blair, Baltimore. 9 juillet 1900
- Henry Walters (en), date inconnue[5]
- legs à la Walters Art Gallery, Baltimore, 1931.

## Off the Wall
Jusqu'au 31 décembre 2013, une reproduction de La Terrasse à Saint-Germain, Printemps fut exposée à l'affichage au Robert E. Lee Memorial Park (en) dans le cadre de Off the Wall, une exposition en plein air dans les rues de Baltimore. La National Gallery de Londres a initié le concept de l'art à l'extérieur en 2007 et le Detroit Institute of Art a introduit le concept aux États-Unis. Les reproductions Off the Wall de peintures du Walters se font sur du vinyle résistant aux intempéries et comprennent une description de la peinture et un code QR pour les téléphones mobiles.